# Manden i Spejlet (film fra 1917)
Manden i Spejlet er en tysk stumfilm fra 1917 af Robert Wiene.

## Medvirkende
- Maria Fein
- Bruno Decarli
- Emil Rameau
- Alexander Antalffy